# بای‌بای عزیزم (ترانه مدونا)
«بای‌بای عزیزم» (به انگلیسی: Bye Bye Baby) تک‌آهنگی از هنرمند اهل ایالات متحده آمریکا مدونا است که در سال ۱۹۹۳ میلادی منتشر شد.